# Euseius densus
Euseius densus är en spindeldjursart som först beskrevs av Wu 1984.  Euseius densus ingår i släktet Euseius och familjen Phytoseiidae. Inga underarter finns listade i Catalogue of Life.